# Майк Кінен
Майкл Едвард Кінан (англ. Michael Edward Keenan; нар. 21 жовтня 1949) — канадський хокейний тренер. 

## Ігрова кар'єра
За восьмирічну ігрову кар'єру Майкл захищав кольори здебільшого університетських команд.

## Тренерська робота
Одразу по завершенні кар'єри гравця канадець розпочав тренерську також на університетському рівні в Торонто. Згодом очолив клуб ОХЛ «Пітерборо Пітс», надалі три роки очолював клуб АХЛ «Рочестер Американс». 
Влітку 1984 Майкла запросили до клубу НХЛ «Філадельфія Флаєрс» з яким він двічі доходив до фіналу Кубка Стенлі.
З 1988 по 1992 Кінан очолював «Чикаго Блекгокс» в останньому сезоні поступившись також у фінальній серії Кубка Стенлі.
Один сезон тренував «Нью-Йорк Рейнджерс» і цього разу здобув з командою Кубок Стенлі.
Надалі Майкл очолював менш успішні команди «Сент-Луїс Блюз» (1994–96), «Ванкувер Канакс» (1997–98) та «Бостон Брюїнс» (2000–01).
З 2001 по 2004 Майк очолював команду «Флорида Пантерс».
24 квітня 2007 року Кінену надійшла пропозиція від Шведського хокейного союзу але 14 червня 2007 погодився на пропозицію очолити «Калгарі Флеймс». 22 травня 2009 року після двох посаіль поразок в серії плей-оф Майка звільнили з посади головного тренера.
У 1987 і 1991 роках був головним тренером збірної Канади на переможних для неї Кубках Канади.
Кінен також працював спортивним аналітиком на NBC і на MSG Network. 
У 2014 році виграв Кубок Гагаріна, тренуючи магнітогорський «Металург».
16 березня 2017 очолював китайськиу клуб КХЛ «Куньлунь Ред Стар».

## Тренерська статистика
| Команда   | Сезон     | Регулярний сезон | Регулярний сезон | Регулярний сезон | Регулярний сезон | Регулярний сезон | Регулярний сезон | Регулярний сезон               | Плей-оф | Плей-оф | Плей-оф | Плей-оф                           |
| Команда   | Сезон     | І                | В                | П                | Н                | О                | OTL              | Результат                      | В       | П       | В%      | Результат                         |
| --------- | --------- | ---------------- | ---------------- | ---------------- | ---------------- | ---------------- | ---------------- | ------------------------------ | ------- | ------- | ------- | --------------------------------- |
| ФІЛ       | 1984–85   | 80               | 53               | 20               | 7                | –                | 113              | 1-е в Дивізіон Патрик          | 12      | 7       | .632    | Поступились у фіналі Кубка Стенлі |
| ФІЛ       | 1985–86   | 80               | 53               | 23               | 4                | –                | 110              | 1-е в Дивізіон Патрик          | 2       | 3       | .400    | Півфінал дивізіону                |
| ФІЛ       | 1986–87   | 80               | 46               | 26               | 8                | –                | 100              | 1-е в Дивізіон Патрик          | 15      | 11      | .577    | Поступились у фіналі Кубка Стенлі |
| ФІЛ       | 1987–88   | 80               | 38               | 33               | 9                | –                | 85               | 2-е в Дивізіон Патрик          | 3       | 4       | .429    | Півфінал дивізіону                |
| ФІЛ разом | ФІЛ разом | 320              | 190              | 102              | 28               | –                | 408              |                                | 32      | 25      | .561    | 4 плей-оф                         |
| ЧИК       | 1988–89   | 80               | 27               | 41               | 12               | –                | 66               | 4-е в Дивізіон Норріса         | 9       | 7       | .563    | Фіналіст Конференції              |
| ЧИК       | 1989–90   | 80               | 41               | 33               | 6                | –                | 88               | 1-е в Дивізіон Норріса         | 10      | 10      | .500    | Фіналіст Конференції              |
| ЧИК       | 1990–91   | 80               | 49               | 23               | 8                | –                | 106              | 1-е в Дивізіон Норріса         | 2       | 4       | .333    | Півфінал дивізіону                |
| ЧИК       | 1991–92   | 80               | 36               | 29               | 15               | –                | 87               | 2-е в Дивізіон Норріса         | 12      | 6       | .667    | Поступились у фіналі Кубка Стенлі |
| ЧИК разом | ЧИК разом | 320              | 153              | 126              | 41               | –                | 347              |                                | 33      | 27      | .550    | 4 плей-оф                         |
| НЬЮ       | 1993–94   | 84               | 52               | 24               | 8                | –                | 112              | 1-е Атлантичний дивізіон       | 16      | 7       | .696    | Переможець Кубка Стенлі           |
| НЬЮ разом | НЬЮ разом | 84               | 52               | 24               | 8                | –                | 112              |                                | 16      | 7       | .696    | 1 плей-оф 1 Кубок Стенлі          |
| СТЛ       | 1994–95   | 48               | 28               | 15               | 5                | –                | 61               | 2-е Центральний дивізіон       | 3       | 4       | .429    | Чвертьфіналіст Конференції        |
| СТЛ       | 1995–96   | 82               | 32               | 34               | 16               | –                | 80               | 4-е Центральний дивізіон       | 7       | 6       | .538    | Півфіналіст Конференції           |
| СТЛ       | 1996–97   | 33               | 15               | 17               | 1                | –                | (83)             | 4-е Центральний дивізіон       | –       | –       | –       | (Звільнений)                      |
| СТЛ разом | СТЛ разом | 163              | 75               | 66               | 22               | –                | 172              |                                | 10      | 10      | .500    | 2 плей-оф                         |
| ВАН       | 1997–98   | 63               | 21               | 30               | 12               | –                | (64)             | 7-е Тихоокеанський дивізіон    | –       | –       | –       | не вийшли у плей-оф               |
| ВАН       | 1998–99   | 45               | 15               | 24               | 6                | –                | (58)             | 4-е Північно-західний дивізіон | –       | –       | –       | (Звільнений)                      |
| ВАН разом | ВАН разом | 108              | 36               | 54               | 18               | –                | 90               |                                | –       | –       | –       |                                   |
| БОС       | 2000–01   | 74               | 33               | 26               | 7                | 8                | 81               | 4-е Північно-східний дивізіон  | –       | –       | –       | не вийшли у плей-оф               |
| БОС разом | БОС разом | 74               | 33               | 26               | 7                | 8                | (88)             |                                | –       | –       | –       |                                   |
| ФЛО       | 2001–02   | 56               | 16               | 29               | 8                | 3                | (60)             | 4-е Південно-східний дивізіон  | –       | –       | –       | не вийшли у плей-оф               |
| ФЛО       | 2002–03   | 82               | 24               | 36               | 13               | 9                | 70               | 4-е Південно-східний дивізіон  | –       | –       | –       | не вийшли у плей-оф               |
| ФЛО       | 2003–04   | 15               | 5                | 8                | 2                | 0                | (75)             | 4-е Південно-східний дивізіон  | –       | –       | –       | (Подав у відставку)               |
| ФЛО разом | ФЛО разом | 153              | 45               | 73               | 23               | 12               | 125              |                                | –       | –       | –       |                                   |
| КАФ       | 2007–08   | 82               | 42               | 30               | –                | 10               | 94               | 3-є Північно-західний дивізіон | 3       | 4       | .429    | Чвертьфіналіст Конференції        |
| КАФ       | 2008–09   | 82               | 46               | 30               | –                | 6                | 98               | 2-е Північно-західний дивізіон | 2       | 4       | .333    | Чвертьфіналіст Конференції        |
| КАФ разом | КАФ разом | 164              | 88               | 60               | –                | 16               | 192              |                                | 5       | 8       | .385    | 2 плей-оф                         |
| Усього    | Усього    | 1440             | 707              | 542              | 147              | 44               | 1,537            |                                | 112     | 82      | .577    |                                   |

## Спортивні нагороди
- Переможець Кубка Стенлі: 1994